# ドラゴンズ ライデン
『ドラゴンズ ライデン』は、渡辺つよしによる日本の漫画作品。『月刊ドラゴンエイジ』（富士見書房）にて2012年12月号から2016年12月号まで連載された。

## あらすじ
女性に性的興奮を覚えると心臓に負担を強いる病気「変多異症」を持つ高校生の立花リンタローは、幼少の頃から父に鍛えられて10年後には男獄煉高校に入学する。だがそこは元女子高で、リンタローは名前から男子校とばかり思い込んでいた。校内では、竜と称されている3人の女子生徒（3年のキョーカ、2年のリノ、1年のアヤネ）が生き残りをかけて弱肉強食というバトルを繰り広げており、そこに飛び込んで1つの技を披露したリンタローは、アヤネから弟子入りを宣言されてしまう。その後、自分の命を削らないために「ハーレム展開」と「ラッキースケベ展開」が起これば即座に退避行動に出るという逃亡学園生活をリンタローは送ることになるが、彼の底しえぬ強さには武芸を嗜んでいる女子たちが惹かれて寄ってくるのであった。

## 登場人物
立花 リンタロー（たちばな リンタロー）
主人公。学年は1年生。変異性多種異常症候群（通称：変多異症）という性的興奮が高まると心臓に負担を強いる病気を持つ少年。発症を阻止するため、流派・湖影蒼月を父から体得。10年間の修業を終えた後、元は女子高ということを知らずに共学化になった男獄煉高校に入学してしまい、女子同士の三竜鼎立という争いに巻き込まれる。1つの技「虎顎の形・轟崩破巌」を披露してしまった事で、アヤネから弟子入り宣言され、キョーカには興味の対象のきっかけを作ってしまい、リノには目を惹く程度の結果を残してしまった。
いつ病状が悪化するか分からないため、早めに転校届をもらおうとしていたが、アヤネの強い思いに動かされ協力を承認する。女子を避けるために流派・湖影蒼月を使用することが多いが、基本は戦闘よりも回避用が多く技名もネタが多い。そのほとんどは自分の為だけに使っていたが、男獄錬で過ごして行くうちに誰かの為に力になりたいと思い、実家へ帰省した際にアヤネ達の力になっている。
また、リンタローが本気を出せばレンやメルを凌駕する程の強さがあるが、本人は争いごとを嫌う。その争いごとを治める為、自身が竜となって男獄錬で頂点を取ることを宣言している。

閃星竜 アヤネ（せんせいりゅう アヤネ）
男獄煉高校三竜の1人。学年は1年生。リンタローの底知れない強さに惹かれて弟子入り宣言をした「竜閃泊」を率いるリーダーを務める女格闘家。キョーカとの対戦時、今のままではいけないという考えに至った結果、リンタローの修業を受けようと考えている。リンタローと同じクラスで、リンタローの席は自分の隣。戦闘の際は「守る」と表現しているが現在は不明。三竜の中ではスピード（速さ）タイプ。
リンタローが抱えている変多異症の事は知らないため、彼がいつも逃げ回っているのはすでに指導が始まっていると勘違いをし、リンタローを見つけるため校舎中を駆け巡る。何かとリンタローに着いて行き、夏休みに誰にも着いて来ないように素早く実家に帰省しようしたリンタローの鞄へ事前に紐を縫い付けるほど抜け目がない。また、リンタローの実家帰省について行った時に過去に因縁がある幼馴染みのサイゾーとイオリに再会し、イオリと戦っている。暗殺を生業とする暗殺武術の流派・黒霧闇天の朝日向家で幼い頃は修行していたが、後述のサイゾーの恐ろしさにイオリを置いて逃げ出している。
リンタローを見ていただけでも、未熟ながら流派・湖影蒼月の一部の技を使うことができる。今のところ、作中で使用した技は二つのみ。

煌剛竜 キョーカ（こうごうりゅう キョーカ）
男獄煉高校三竜の1人。学年は3年生。一見すると派手好きのギャル風の女子高生に見えるが、アヤネを圧倒する実力を持つ格闘家でもある。しかも、好戦的な性格をし、相手を叩きのめすなら全力で向かっていく。実家は、日本舞踊を嗜む由緒ある名家のお嬢様で、踊りがすごく得意。彼女の格闘センスもそこから基になっている。戦闘の際は相手を「食らう」と表現してい。三竜の中ではパワー（力）タイプ。
幼い頃は現在と同じ性格だったが、一時期格好や性格と共に真面目な時期があり、レンが切っ掛けとなってギャル風な格好をしたり再び昔のような性格になっている。その際、レンの指示で行ったアッパーカットではあるが、男獄錬随一の威力を誇るアッパーカットを出している。

嵐翆竜 リノ（らんすいりゅう リノ）
男獄煉高校三竜の1人。学年は2年生。見た目はメガネをかけ、格闘家というものには無縁の女子高生のようだが、これでも立派に勢力を束ねている。男獄錬卒業生の姉がいる。二刀の木刀を使いこなし、相手のデータを事前に分析したり戦闘中にもデータを取りながら戦う器用さもある。戦闘の際は相手を「狩る」と表現している。三竜の中ではテクニック（技術）タイプ。
リンタローが反応出来ないほど作中唯一リンタローに触れる事が出来る女子。また、触れただけでも強さを分析できる。リンタローに対して、いずれ狩ると宣言している。

闘烈帝 マコト（とうれつてい マコト）
アヤネ率いる「竜閃泊」のメンバーの1人。学年は1年生。竜閃泊弐席で、槍を扱う。大の風呂好きで一滴の汗が出ただけでも風呂に入らないと気が済まない性格。

豪飛燕 ケイコ（ごうひえん ケイコ）
アヤネ率いる「竜閃泊」のメンバーの1人。学年は1年生。マコトと同じく竜閃泊弐席の称号を持つ女子高生。巨大な岩を軽く持ち上げ投げつけるというパワータイプ。かなりの食欲旺盛で、常に胸の谷間の中に食べ物を携帯し（アヤネ曰く乳元ポケット）、小腹が減るたびに食べている。

斬鋼帝 カコ（ざんこうてい カコ）
キョーカ率いるメンバーの1人。学年は3年生。左目に眼帯を付け、木刀を常に携帯している。幼い頃も木刀を常に携帯していた様子。また木刀ではあるが本人の技量も相まって、保健室の一部を真っ二つにしている。過去にメルと「メントスコーラ」一気飲み対決を行ったことがあり、敗北し罰ゲームとして一年間眼帯をつけることになっている。本人は後悔しているが眼帯をつけること事態はそこまで嫌がっていない。

天公風 アスナ（てんこうふう アスナ）
男獄煉高校風紀会会長を務める少女。学年は2年生。一見して温厚なメガネッ娘で、アイドル紛いのことをしている為か多数のファンがいる人気者。アヤネと因縁があり、リノに気に入られたいが為にアヤネの竜の名を欲していたが、わざと外したアヤネの一撃を目の当たりにして敗北した。リノからも期待されておらず2年生のメンバーから外されている。風紀委員会も解散となったが根強いファンからは支持されている。その後もアヤネを狙って、マロキチの力を使いマコトとケイコを負傷に追い込むが、アヤネの流派・湖影蒼月と、リンタローの″うなぎ″によって2度目の敗北をする。

人公風 ルミナ（じんこうふう ルミナ）
男獄錬高校風紀委員会副委員長。学年は1年。双子で前髪が左目を覆って右目を出している。黒いリボンとマフラーと下着を付けているが、姉か妹かは不明。風紀を乱した者に罰を与えたり金銭を要求していた。反抗したリンタローにルリナと挑むが破れた。

地公風 ルリナ（ちこうふう ルリナ）
男獄錬高校風紀委員会副委員長。学年は1年。双子で前髪が右目を覆って左目を出している。白いリボンとマフラーと下着を付けているが、姉か妹かは不明。風紀を乱した者に罰を与えたり金銭を要求していた。反抗したリンタローにルミナと挑むが破れ、その際にリンタローに惚れた。リンタローのグッズを持っていたり、ストーカーしたり、アヤネと一緒にリンタローの実家へ付いていったり心底惚れている様子。よくリンタローにアピールしているが全て空振りに終わっている。

黒鴉 エリン（こくあ エリン）
男獄錬高校。学年は3年。情報屋と呼ばれている謎の美少女でゴスロリのコスプレをしている。物静かで喋る時は相手の耳元で話す。誰も素性を知らず、どの三竜の勢力にも属さず、趣味がコスプレということしか知られていない。コスチュームを自らで作っている様子。また、強さも不明だが、初登場時には学校より鴉の背を伝って降りてきたりリンタローのようにいつの間に人の間を通り過ぎたり等、身体能力は高い。

破天虎 メル（はてんこ メル）
男獄煉高校3年。小柄で子供のように見えるが、キョーカと同い年の少女。「猛虎の爪牙」の使い手。かなりのゲーム好きでポケットには多数の携帯ゲーム機を入れている。ゲームセンターでリンタローと巡り会い、彼と共に抜山蓋世の儀を行い、そこでリンタローの強さを目の当たりにする。ゲームを作るという夢を叶えるために退学して外国へ行くが、何かとリンタローを気にかけて日本に戻ってきて外国へ帰ることを保留している。
レンとは旧知の仲で覇嚴の盟約を交わしている。

嚴濤竜 レン（げんとうりゅう レン）
男獄錬の卒業生で、現在は大学生。リノの姉で、かつて伝説の竜と呼ばれた実力者。多機能な両刃剣を扱う。男獄錬を訪れる際、必ず携帯していてローラーが付いてるため、スケートボード代わりにもなる。メルとは旧知の仲で覇嚴の盟約を交わしている。本人は否定しているが男が苦手で目を合わせられず、明後日の方向を向いて喋る。また、服が少しでも破けるとその場で脱衣し、両刃剣の刀身の中に収納してある予備の服に着替える危険人物。

マロキチ
男獄錬高校1年。合併症恥変無知覚症（通称・合恥無知症-がちむちしょう）の症状持ち。性的興奮が高まると異常膨張を起こし自我をなくして暴走してしまう危険な症状であり、アスナに症状を利用されていた男子生徒。症状の名前通り筋肉の塊で異常なまでに身体能力を上げる症状ではあるが、その興奮を更に越えると第二形態になる（レン曰くピンクの魔人）
登場は4巻。

立花 ケンタロー（たちばな ケンタロー）
リンタローの父親。流派・湖影蒼月現師範。リンタローの変多異症の発症を阻止することを目指して流派・湖影蒼月を会得させる修行を付けた。強面だが息子を大切にしている。

サイゾー
朝日向家流派・黒霧闇天（こくむあんてん）会得者。暗殺武術・黒霧闇天の修行に明け暮れていた朝日向家最終試験で組んだ仲の良い者を倒す試験で何の躊躇いもなく次々と倒し、その事に喜びを見出した危険人物。アヤネを連れ帰るため、実家帰省中のリンタローに付いてきたアヤネと再会する。

イオリ
朝日向家流派・黒霧闇天会得者。過去にアヤネと因縁があり、サイゾーの恐ろしさに腰を抜かして逃げることが出来ず先に逃げ出したアヤネに置いていかれ、アヤネを裏切り者と呼んでいた。非常に人見知りが激しく影から様子を伺うほど。リンタローの条件付き勝負でアヤネと戦うがアヤネの言葉に負け自ら戦うのを辞めた。サイゾーに始末されかけるもリンタローに庇われる。サイゾーとリンタローの勝負後に、リンタローがアヤネをいやらしい目で見ていると勘違いしアヤネを守る為にアヤネにくっつくようになり、更には夏休み終了後には男獄錬高校に編入している。

## 書誌情報
- 渡辺つよし『ドラゴン ライデン』KADOKAWA〈ドラゴンコミックスエイジ〉、全9巻
  1. 2013年5月9日発売[1]、ISBN 978-4-04-712874-3
  2. 2013年11月9日発売[2]、ISBN 978-4-04-712936-8
  3. 2014年4月9日発売[3]、ISBN 978-4-04-070082-3
  4. 2014年8月9日発売[4]、ISBN 978-4-04-070177-6
  5. 2015年1月9日発売[5]、ISBN 978-4-04-070455-5
  6. 2015年8月8日発売[6]、ISBN 978-4-04-070456-2
  7. 2016年2月9日発売[7]、ISBN 978-4-04-070803-4
  8. 2016年7月9日発売[8]、ISBN 978-4-04-070954-3
  9. 2017年1月7日発売[9]、ISBN 978-4-04-072146-0